# Gurania repandodentata
Gurania repandodentata là một loài thực vật có hoa trong họ Cucurbitaceae. Loài này được Herzog mô tả khoa học đầu tiên năm 1909.